# Antigius sagamiensis
Antigius sagamiensis är en fjärilsart som beskrevs av Kyuzaki 1938. Antigius sagamiensis ingår i släktet Antigius och familjen juvelvingar. Inga underarter finns listade i Catalogue of Life.